# Pétoncle blanc
Aequipecten opercularis
Pour l’article homonyme, voir Vanneau.
Espèce

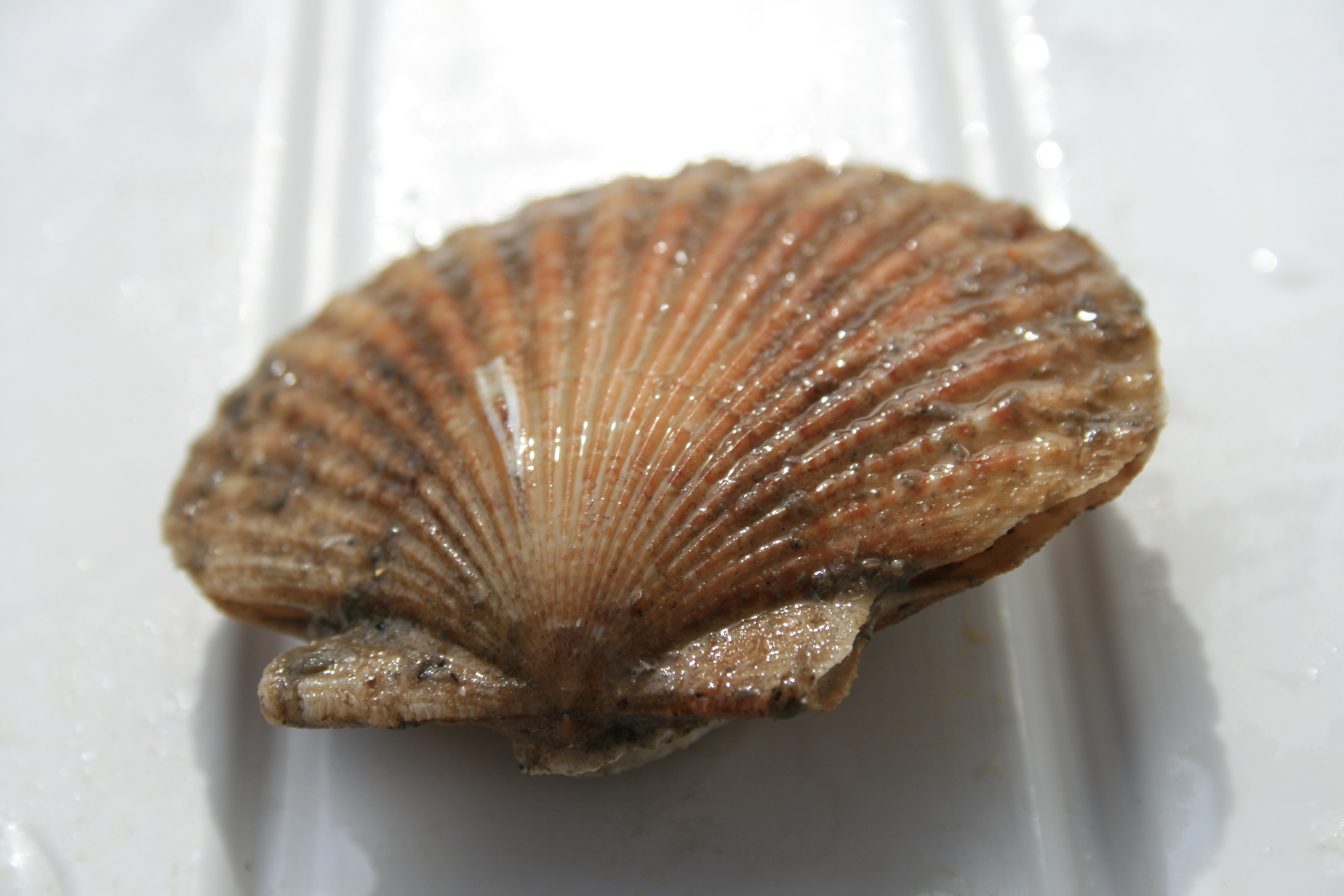

Le Pétoncle blanc (Aequipecten opercularis) ou Vanneau, est une espèce de mollusques bivalves de la famille des pectinidés.

## Coquille
Longueur jusqu'à 90 mm.
Ovale.
Ressemble à Chlamys varia mais en plus arrondi et avec des côtes moins prononcées, lisses. Les "oreilles" sont presque égales en longueur.

### Coloration
Variable, brun jaunâtre avec parfois des taches ou des rayures.

## Répartition et habitat
Habitat
Libre ou fixé de 0 à 200 m de profondeur.
Peut nager à la manière des coquilles Saint-Jacques en ouvrant et refermant rapidement ses valves.
Répartition
Mer du Nord, Manche, Atlantique, Méditerranée.

## Systématique
L'espèce a été décrite par le naturaliste suédois Carl von Linné en 1758 sous le nom initial de Pecten opercularis.

### Synonymie
- Chlamys opercularis (Linnaeus, 1758)
- Pecten opercularis Linné, 1758 Protonyme
- Pecten opercularis var. albopurpurascens Lamarck, 1819
- Pecten opercularis var. luteus Lamarck, 1819
- Pecten opercularis var. elongata Jeffreys, 1864
- Pecten opercularis var. albovariegata Clement, 1875
- Pecten opercularis var. depressa Locard, 1888
- Pecten opercularis var. aspera Bucquoy, Dautzenberg & Dollfus, 1889
- Pecten opercularis var. concolor Bucquoy, Dautzenberg & Dollfus, 1889

### Noms vernaculaires
- Peigne operculé
- Pétoncle blanc
- Vanneau
- Pageline[2]

### Taxinomie
Liste des sous-espèces
- Aequipecten opercularis audouinii
- Aequipecten opercularis opercularis